# 石黑英雄
石黑英雄（假名：いしぐろ ひでお，1989年1月10日—），日本演員，出生地位於日本栃木縣小山市。

## 經歷
2004年，石黑第17屆「JUNON SUPER BOY」選秀比賽た，在一萬四千多人的參賽者中以最高獎（第一名）成績出道，造成超過二十家經紀公司搶簽的盛況。

2005年，參演電視劇《極道鮮師3》（第二季） ，以演員身份出道。同年3月，他從家鄉栃木縣搬到東京都，轉學到東京的一所高中。
2007年，首次出演電視劇《史上最不幸的大佬三郎》 。並在《假面騎士電王》中飾演劇中的敵役角色凱。2009年，首次出演電影《史上最不幸的大佬三郎》。2013年6月，首次出演日劇《余命》第三部《使命》。
2016年7月，在東京電視台播出，由圓谷製作的特攝劇《超人力霸王Orb》中飾演主角紅凱一角。
2018年4月30日，他退出自出道以來一直所屬的事務所尾木製作。。

## 主要演出
粗字為主演作品

### 電視劇
- 《極道鮮師2 》 第8話(2005年)  ：矢吹拓
- 《求愛三兄弟》(2005年)：田村圭
- 《里見八犬傳》(2006年)：品七
- 《變身公主》(2006年)：九條院 遙
- 《功名十字路》(2006年)：豐臣秀賴
- 《史上最不幸的大佬三郎》(2007年)：大河內三郎
- 《假面騎士電王》第37話 - 最終話（2007年）：凱(敵方)
- 《一磅的福音》（2008年）：堀口徹平
- 《極道鮮師3 》（2008年）：本城健吾
- 《RESCUE》特別高度救助隊》(2009年)：井川省吾
- 《戀愛小說家·伊崎龍之介》(2009年)：小早川悠樹
- 《新參者》(2010年)：佐佐木修平
- 《日本人也不知道的日本語》第6話(2010年)：向井文也
- 《震撼鮮師 》（2010年）：司馬祐生
- 《URAKARA》第11話・最終話（2011年）：五代玲央
- 《明星保鑣99天》（2011年）：近藤保
- 《搖滾王子東京店》（2012年）：柏木一平
- 《平清盛》（2012年）：平宗盛
- 《餘命》第三部「使命」（2013年6月3日 - 28日） - ・百田瞬太
- 《半澤直樹》（2013年）:相模
- 《請與廢柴的我談戀愛》（2016年）:玉井剛
- 《超人力霸王Orb》(2016年7月9日 - 12月24日) :紅凯/超人力霸王Orb
- 《使命和正義》第6話 - 最終話(2017年) :關口一也
- 《リテイク 時をかける想い》 第4話(2017年) :生嶋明人（青年期）
- 《新陰流 上泉伊勢守信綱》（2017年3月3日、BS朝日） - 文五郎
- 《あいの結婚相談所》 第5話（2017年8月25日、テレビ朝日） - 磯山昌尚
- 《水戸黄門》 第1話・最終話（2017年10月4日・12月6日、BS-TBS） - 南部直政 役
- 《BG〜身辺警護人〜》 第2話（2018年1月25日） - 三上勇作 役
- 《直撃!シンソウ坂上 》「三菱銀行人質事件」（2018年4月19日、フジテレビ） - 特別検挙班メンバー 役[12]
- 《極道めし》 第9話（2018年9月15日、BSジャパン） - 室田 役
- 《月曜名作劇場 今野敏サスペンス 警視庁東京湾臨海署〜安積班》（2019年2月25日、TBS） - 桜井太一郎 役
- 《浮世の画家》（2019年3月24日、NHK BS8K / 2019年3月30日、NHK総合） - 斎藤太郎 役
- 《我要準時下班》第3話 - 第5話（2019年）：大石
- 《大富豪同心》（2019年5月10日 - 7月12日、NHK BSプレミアム / 10月5日 - 2020年1月11日、NHK総合） - 梅本源之丞 役
- 遺留搜查第七季第5話（2022年8月13日）

### 電影
- 《歌魂♪》（2008年）：牧村純一
- 《激情版 史上最不幸的大佬三郎》（2009年） - 大河内三郎
- 《手機男友》（2009年）：高原直人
- 《彼岸島》（2010年）：宮本明
- 《武士道シックスティーン》（2010年4月24日公開、ゴー・シネマ） - 磯山和晴 役
- 《不毛会議》（2013年4月20日公開） - 主演・山本龍之介 役
- 《TOKYO CITY GIRL -2016- 》「あなたの記憶（こえ）を、私はまだ知らない。」（2016年12月3日）
- 《超人力霸王Orb 絆之力，請借我一用吧！》（2017年） -  紅凱/超人力霸王Orb [10]
- 《劇場版_超人力霸王捷德_連繫起來！_願望！！》（2018年） - 紅凱/超人力霸王Orb [11]
- 《超人力霸王大河:新世代巔峰戰》（2020年） -  紅凱/超人力霸王Orb[12]

## 外部連結
- hideo_ishiguro的Instagram帳戶
- YouTube上的Hideo's room -石黒の上にも3年-石黒英雄頻道
- 石黑英雄的哔哩哔哩个人空间 （简体中文）
- 石黑英雄official的新浪微博 （简体中文）
- 石黑英雄 - NHK人物録